# Gilbert Alsop
Pour les articles homonymes, voir Alsop.
Gilbert Arthur Alsop (né le 22 septembre 1908 à Frampton Cotterell dans le Gloucestershire et mort le 16 avril 1992 à Walsall dans les Midlands de l'Ouest) est un joueur de football anglais qui évoluait au poste d'attaquant.

## Palmarès
Walsall
- Championnat d'Angleterre D3 :
  - Meilleur buteur : 1934-35 (39 buts).